# Darryl Sampson
Darryl Sampson (sinh ngày 21, tháng 9, năm 1963 tại cảng Trinidad, Tây Ban Nha) là một cựu hậu vệ phòng ngự đã chơi mười một mùa trong Liên đoàn bóng đá Canada cho hai đội khác nhau. Sampson đã tham gia 4 Cúp Xám với những chiến thắng vào năm 1988 và 1990. Năm 1993, anh được chọn vào các đội All-Star của East và CFL.
Vào năm 2004, Sampson được giới thiệu vào Đại sảnh Danh vọng của Bomber Blue.